# Петерсон, Христофор Иванович
Христофор Иванович Петерсон (Христоф Вильгельм, 1735, Киль — 1789, Мюнхен) — русский военный (полковник) и дипломат, государственный служащий (тайный советник).
В 1784 году у него было 584 души мужского пола в старостве Колянском Витебской провинции Полоцкой губернии.

## Биография
Уроженец Голштинии, Христофор Иванович Петерсон в 1744 году вступил в службу пажом при Императорском дворе, а в 1757 году был произведён в камер-пажи.
В 1760 году был выпущен майором в заграничную армию. В 1761 году принимал участие в военных действиях в Пруссии.
В 1763 году, по вступлении на престол императрицы Екатерины II, был послан при князе Долгорукове послом в Царьград, где был произведён в подполковники. Служил во 2-м Московском пехотном полку.
В 1769 году участвовал в блокаде и бомбардировании крепости Хотина под начальством генералов Ренненкампфа и Каменского, а 29 августа того же года был в сражении при деревне Гавриеловиче в бригаде генерала Каменского. 7 сентября под Хотином участвовал в ночной атаке неприятельских ретраншементов в колонне полковника Игельстрома; затем был при преследовании неприятеля в Молдавии и при занятии города Яссы. При занятии Валахии и города Бухареста Петерсон находился в корпусе генерала Замятина.
С эти корпусом был в сражении под Бухарестом 13 и 14 января 1770 года, 4 февраля — под Журжей. 12 марта 1770 года за отличие в сражении получил орден Святого Георгия 3-й степени. В июне того же года был в битве против Аббаса-паши у Рябой Могилы в корпусе генерала Ф. В. Бауэра. Отличившись в сражении при Кагуле и в преследовании неприятеля за Дунай под начальством генерала Ф. В. Бауэра, Петерсон был отправлен в Петербург курьером с известием о победе и, рекомендованный П. А. Румянцевым, «как отличный и испытанный офицер» и был пожалован императрицей в полковники.
В 1772 году Петерсон был командирован Румянцевым на Фокшанский и Бухарестский конгрессы в качестве пристава при турецких послах. 
В июле 1774 года он находился приставом при турецких послах во время заключения мира в Кучук-Кайнарджи и вёл журнал переговоров, напечатанный в 1865 году в «Чтениях в Московском Обществе истории и древностей российских».

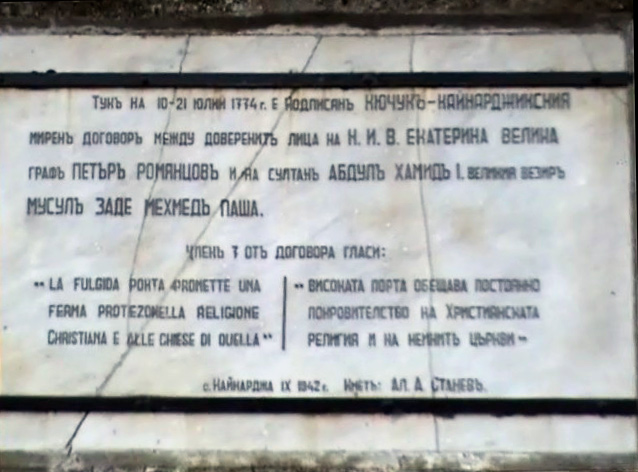
Мемориальная доска на месте подписания Кючук-Кайнарджийского мирного договора, село Кайнарджа, Болгария

В сентябре 1774 года, по представлению графа Румянцева, Петерсон был назначен поверенным в делах в Константинополе, где 13 января 1775 года произвёл обмен ратификаций Кучук-Кайнарджийского мира с верховным визирем. Обменяв ратификационные документы Кайнарджийского трактата — добился пропуска через Босфор кораблей, идущих с греками-переселенцами в Керчь. В конце июля (или начале августа) 1775 года — был произведён в действительные статские советники.
С 1779 по 1786 годы был министром-резидентом в Данциге. В 1787 году — назначен чрезвычайным посланником и полномочным министром в Мюнхене.
В мае 1789 года Петерсон был назначен временно на место графа Н. П. Румянцева во Франкфурт, но по болезни не мог туда отправиться и умер в Мюнхене 8 ноября 1789 года. Похоронен в г. Аугсбург в церкви св. Анны на ул. Аннаштрассе

## Награды
- Награждён орденом Св. Георгия 3-й степени (№ 5, 12 марта 1770) — «За произведенное 4-го февраля 1770 года при городе Журже против неприятеля храброе дело, вступлением в ретраншемент и овладением батареею о шести пушках, где и ранен».[4]

## Семья
Дети:
- Александр (Александр Иоганн; ум. 1825), секретарь российской миссии в Мюнхене. Жена: графиня Эмилия Элеонора фон Ботмер (1800—1838), дочь графа Карла фон Ботмера и баронессы Антуанетты фон Ганштейн